# 西中黄进士院
西中黄进士院，位于中国山西省襄汾县汾城镇西中黄村，由天启二年进士、扬州府知府张䱋化（1602年生）建于明崇祯年间。四周青砖包墙，四角建有高大的护院碉楼。现为西中黄村委会所在地，老匾额“孝友堂”仍在。1984年9月，西中黄进士院列为襄汾县文物保护单位。2021年10月，受持续强降雨影响，西中黄进士院一处院墙外包砖脱落。2023年，对西中黄进士院过厅、东耳房、西厢房、影壁、东南碉楼、东北碉楼、南门、北门、院落、围墙进行保护修缮。